# Станция ракетного зондирования атмосферы
В СССР была создана сеть станций ракетного зондирования атмосферы (СРЗА), которые производили регулярные запуски ракет с метеорологическим оборудованием на борту и получали с них данные: высотные профили температуры, давления, плотности, зонального и меридионального ветров в диапазоне 0 — 80 километров.
Ежегодно они запускали по 600 ракет.
Список станций:
- о. Хейса (координаты: 80°37′ с. ш. 58°03′ в. д.HGЯO; годы пусков: 1969—1995)
- Волгоград в г. Знаменск (координаты: 48°41′ с. ш. 45°43′ в. д.HGЯO; годы пусков: 1969—1995) — единственная работающая в настоящее время.
- Тумба (координаты: 8°32′ с. ш. 76°51′ в. д.HGЯO; годы пусков: 1970—1991)
- Молодёжная (координаты: 67°40′ ю. ш. 45°50′ в. д.HGЯO; годы пусков: 1969—1995)
- Ахтопол (координаты: 42°06′ с. ш. 27°57′ в. д.HGЯO; годы пусков: 1982—1992)
- Балхаш (координаты: 46°51′ с. ш. 74°59′ в. д.HGЯO; годы пусков: 1974—1992)
- Сайн-Шанд (координаты: 44°53′ с. ш. 110°07′ в. д.HGЯO; годы пусков: 1984—1992)

В документальном фильме «Открытый космос» упоминаются следующие СРЗА, как принадлежащие СССР:
- о. Хейса
- «Цингст»
- «Ахтопол»
- «Корони»
- «Волгоград»
- «Балхаш»
- «Сайн-Шанд»
- «Тумба»
- о. Кергелен
- «Молодёжная»